# Aaron Cook (polityk)
Aaron Stein Cook – nauruański polityk i działacz sportowy. 
Startował w wyborach parlamentarnych w 2008 oraz w kwietniowych i czerwcowych wyborach z 2010 roku, jednak bezskutecznie. Wystartował również w wyborach w 2013 roku, w wyniku których dostał się do parlamentu (reprezentant okręgu Aiwo). W nowym rządzie, utworzonym przez Barona Waqę został ministrem handlu, przemysłu i środowiska; zarządza również ministerstwem ds. branży fosforytowej.
W 2009 roku, wybrano go na przewodniczącego Nauruańskiej Federacji Podnoszenia Ciężarów. Jest członkiem Nauruańskiego Komitetu Olimpijskiego.